# Bagualia
Bagualia („silně stavěný“) byl rod vývojově primitivního eusauropodního sauropoda, žijícího v období rané jury (asi před 184 až 180 miliony let) na území současné Argentiny. Typový druh Bagualia alba byl formálně popsán v listopadu roku 2020.

## Historie a význam
Fosilie tohoto sauropoda byly objeveny v sedimentech geologického souvrství Cañadón Asfalto a sestávají z více než stovky izolovaných kosterních fragmentů lebky i postkraniální kostry. Bagualia byl rod sauropoda, žijícího v období výrazných klimatických změn (masivní vulkanické činnosti na pevninách Gondwany), které pravděpodobně do značné míry utvářely další evoluční trendy u sauropodních dinosaurů. Je například možné, že dlouhý krk se u těchto dinosaurů vyvinul jako termoregulační pomůcka pro odstraňování přebytečného tepla z těla. Také zuby s neobvykle mohutnou sklovinou (asi sedmkrát silnější než u jiných býložravých dinosaurů) a dlouhý zažívací trakt představují patrně adaptace na podmínky prostředí, ve kterých tento sauropod žil.

## Paleoekologie
Tito sauropodi žili v ekosystémech obývaných poměrně velkými teropodními dinosaury, jako byl například bazální alosauroid druhu Asfaltovenator vialidadi. Tito teropodi patrně útočili na mláďata a staré nebo slabé jedince těchto sauropodů.
Nové výzkumy anatomie tohoto sauropoda ukazují, že právě v období rané jury dochází k velké transformaci ve vývoji sauropodomorfů a dominantními býložravci se v této době stávají obří dlouhokrké formy eusauropodů s tělesnou hmotností nad 10 tun.